# اندیشه

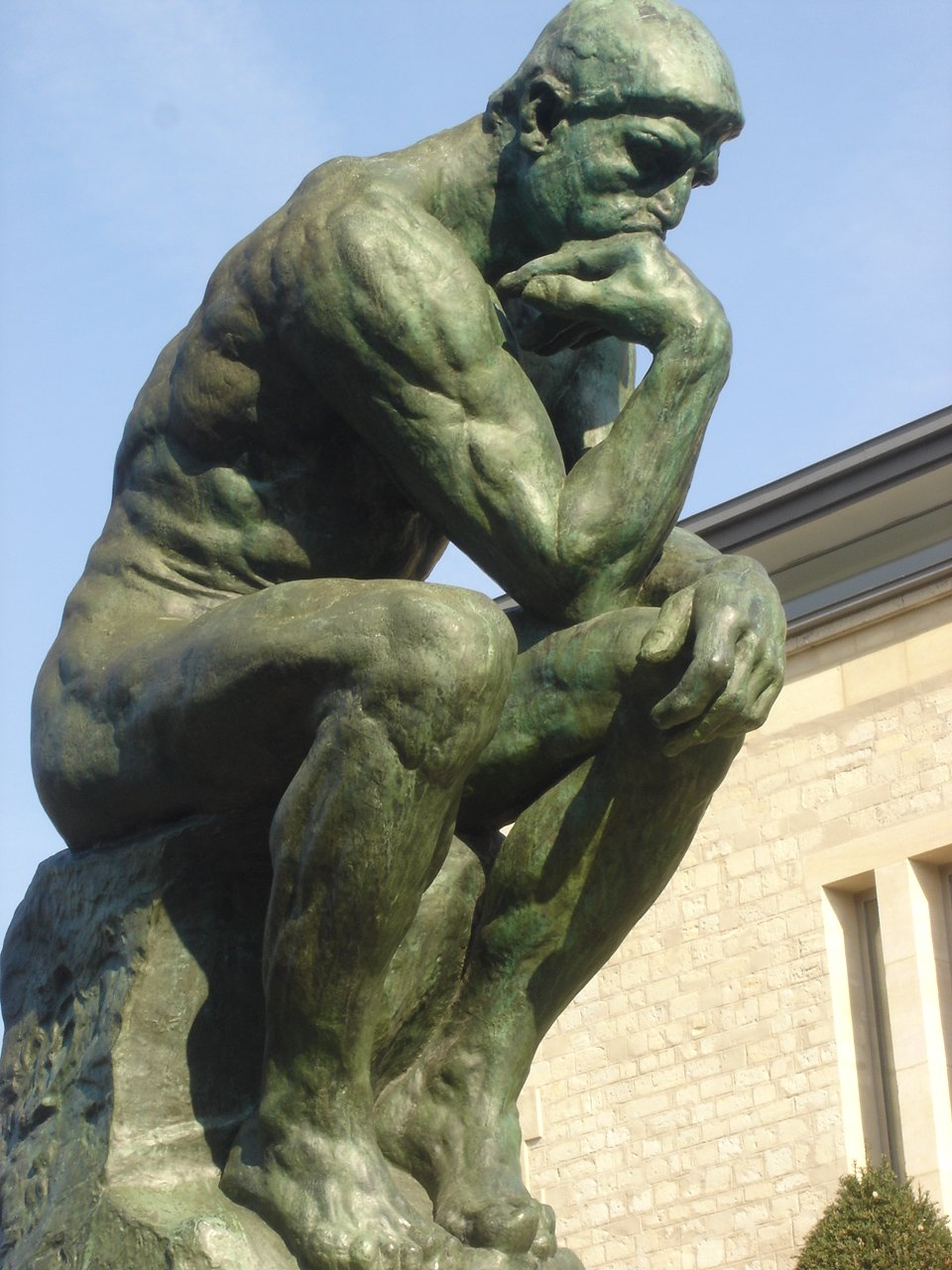
اندیشه‌گر - اگوست رودن

اَندیشه یا فکر، یکی از نیروهای درونی انسان است که به مفاهیم مربوط است. از اندیشه می‌توان به عنوان فرایندی شناختی و خودآگاهانه نام برد که مستقل از محرک‌های حسی و فیزیکی رخ می‌دهد. ایمانوئل کانت از جمله فیلسوفانی است که در کتابش با عنوان «سنجش خرد ناب» دربارهٔ فکر و مفاهیم به بحث پرداخته‌ است.
تلاش ذهنی برای حل مسئله را فکر می‌گویند.

## تعریف‌های دیگر
«اندیشیدن، سازمان دادن و تجدید سازمان در یادگیری گذشته جهت استفاده در موقعیت کنونی یا آینده است.»
«اندیشیدن، فرایندی رمزی و درونی است که در ذهن اتفاق می‌افتد و منجر به یک حوزه شناختی می‌گردد که نظام شناختی شخص متفکر را تغییر می‌دهد.»
«اندیشیدن، فرایندی است که از طریق آن یک بازنمایی ذهنی جدید به وسیله تبدیل اطلاعات و تعامل بین خصوصیات ذهنی، قضاوت، انتزاع، استدلال و حل مسئله ایجاد می‌گردد.»
اندیشه و تفکر عبارتست از؛
آغاز یک فرایند و فعالیت ذهنی جهت طرح سؤال و پرسش، بررسی و تحلیل داده‌های مفروض، تعریف راهکار ملزوم جهت نیل به مقصود است

## در منطق
عبارت است از مرتب ساختن امور معلوم برای رسیدن به کشف مجهول. به عبارت دیگر فکر عبارت است از حرکت ذهن به سوی امور و مقدمات معلوم و سپس حرکت از آن امور معلوم به سوی کشف مقصود.

## در رفتار
عامل یا ابزاری برای تحلیل و ارزیابی موضوعات مختلف از جمله (شرایط و رفتار) است که از این رو به عنوان نزدیک‌ترین عامل به محاسبات رفتاری و شرایطی و پایه ای‌ترین عامل انجام آنها نیز محسوب می‌شود. این وسیله که بسیار مشهور است و به‌کارگیری آن قبل از عرضهٔ هر رفتاری توسط افراد عادی و اندیشمند توصیه می‌شود، کارایی‌ای مبتنی بر شرایط روحی و روانی داشته که به جهت متعلق بودن کامل به ما (از آغاز تولد)، قابلیت تحت اختیار داشتن و دسترسی مناسب ما را دارد.

## روش‌های اندیشیدن (تفکر)
هر یک از روش‌های اندیشیدن را می‌توان روش‌های دانست که به کمک آنها، بخشی از فرایند حل مسئله، با موفقیت طی می‌شود.
تفکر برتر تفکری است که از بهترین روش‌ها به حل مسئله برسد.

## ارتباط زبان و اندیشه و به وجود آمدن همزمانِ زبان و اندیشه[۴]
اندیشه ، عبور از معلوم به سوی مجهول و روشن کردن مجهول با استفاده از معلومات پیشین است. انسان در اندیشیدن همواره یا با تصوراتِ معلوم خود، تصورات مجهول را روشن می‌کند یا با بهره بردن از تصدیقاتِ معلوم خود، نتایج صادقی برای روشن شدن مجهولات می‌گیرد. تصورات، مفاهیم و معانی ، برای بروز و ظهور و نمود خود نیاز به لفظ دارند. لفظ، قالبی برای اندیشه و ابزاری برای انتقال مفاهیم و معانی ذهنی به دیگران است. تصور، عبارت است از پدید آمدن صورت اشیاء در ذهن بدون حکم؛ حال، صورت شیء پدید آمده در ذهن برای به کار رفتن در اندیشه و انتقال به دیگران نیاز به حاملی دارد که به آن لفظ گفته می‌شود.
انسان، از طریق الفاظ می‌تواند نخست: با انتقال خود به معانی معلوم، تفکر را در ذهن جریان دهد؛ دوم: در مقام مفاهمه به افاده و استفادهٔ فکری و معنایی توفیق یابد. ارتباط عالم ذهن و عالم خار ج از طریق «مفهوم» و «مصداق» برقرار می‌شود. «مفهوم»، همان صورت ذهنی یک شیء است. «مصداق»، عبارت است از آنچه مفهوم بر آن صدق می‌کند؛ بنابراین، لفظ، حاکی از مفهوم، و مفهوم، حاکی از مصداق است. باید دانست که مفهوم، همواره در ذهن، محقق می‌شود و مصداق، گاه در عالم خار ج محقق می‌شود؛ مثل مصداق قلم، و گاه در ظرف ذهن تحقق می‌یابد؛ مانند مصداق تصور، تصدیق، دریای جیوه و عدم. سخن از زبان و ارتباط آن با اندیشه است . بر خلاف نظر کسانی که باور دارند زبان ظهور اندیشه است باید گفت هر گونه اندیشه ای با زبان آغاز می‌شود و بدون زبان نمی‌شود از اندیشه سخن به میان آورد. هیچ تصوری بدون مفهوم و هیچ مفهومی بدون لفظ نیست و لفظ و هیچ لفظی بدون معنی نیست؛ پس لفظ و معنی که ارتباط آنها زبان را تشکیل می‌دهد پایهٔ اصلی اندیشه اند. نه تنها وجود اندیشه به زبان بستگی دارد بلکه بقاء اندیشه نیز به زبان بستگی دارد. هیچ مجهولی بدون زبان معلوم نمی‌شود. پس می‌شود نتیجه گرفت که زبان، اندیشه را می‌زاید و وجود اندیشه از زبان نشأت می‌گیرد. مطلب دیگر در اندیشیدن برای معلوم کردن مجهولات بر پایهٔ معلومات پیشین، بهره بردن از تصورات و تصدیقات است. تصور عبارت است از پدید آمدن صورت اشیاء در ذهن بدون حکم؛ مانند باران، پرنده و پرواز، شکوفهٔ زیبا، البته منظور از تصور صرفاً صورت محسوس یا شکل هندسی اشیاء نیست، بلکه شناخت حقیقت و صورت معقول آنها نیز مراد است و تصدیق عبارت است از ادراک مطابقت یا عدم مطابقت یک نسبت با واقع که لاجرم همراه با حکم می‌باشد؛ مانند: «خورشید، روشنی بخش است .»، «شب، پایدار نیست .» با دقت در تعریف یاد شده، به خوبی روشن می‌شود که: نخست آنکه تصدیق عبارت است از اذعان نفس به برقراری یا عدم برقراری یک نسبت؛ مانند «انسان، حیوان ناطق است .» یا «انسان، جاودانه نیست .» به عبارت دیگر، هنگام تصدیق، نفس ادراک می‌کند که نسبتی برقرار است یا برقرار نیست. دوم آنکه چنین ادراکی، لاجرم مقتضی حکم نیز هست. با این حساب، حکم، لازمهٔ یک تصدیق است و نه خود آن. بهره بردن از تصورات و تصدیقاتِ پیشین برای معلوم کردن مجهولات با وجود حکم است که امکان‌پذیر می‌شود و حکم تنها در زبان امکان‌پذیر است. پس حکمی که زبان، وجود آن را ممکن می‌کند اصلِ اساسیِ اندیشه است و رابطهٔ اندیشه با زبان را روشن می‌کند.

## انواع روش‌های اندیشیدن
اندیشیدن (تفکر) تحلیلی
اندیشیدن (تفکر) انتقادی
اندیشیدن (تفکر) اجرایی
اندیشیدن (تفکر) راهبردی
اندیشیدن (تفکر) جانبی
اندیشیدن (تفکر) خلاق
اندیشیدن (تفکر) سیستمی

## تولید اندیشه
این واژه فقط در ایران بکار برده شده‌است. تا کنون هیچ تعریف و شاخصی برای آن بیان نشده‌است